# エイジプレイ

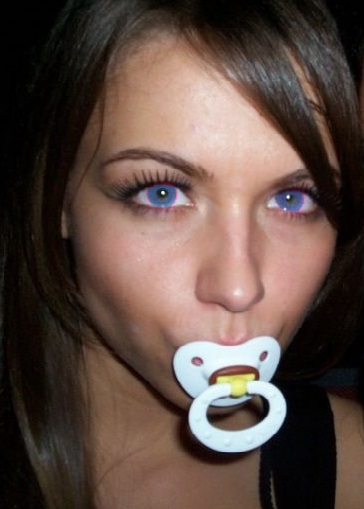
おしゃぶりを吸う女性

エイジプレイ  は、通常の性行為やストレス解消で相手や自分を赤ちゃんのように扱うプレイを指す。幼児プレイ、赤ちゃんプレイ、おむつプレイなどとも呼ばれる。日本では一般的に赤ちゃんプレイと呼ばれる。

## 概要
成人した者におむつやよだれかけを着せ、おしゃぶりを咥えさせて赤ん坊として扱う。世話役は赤ちゃんをあやすように幼児言葉で話しかけ、おむつをされた方は赤ん坊としてふるまう。そのままおむつに排泄し、コミュニケーションは赤ちゃん言葉で行う。そのためコスチュームプレイの側面も持つ。また、世話の内容によっては剃毛プレイやアナルプレイといった別のプレイを伴う場合もある。
一切の責任を世話役に委ね、排泄も食事も一切我慢しないこと赤ん坊を演じることで解放感や屈辱感を覚えることができる。強制的に赤ん坊扱いにすることでSMプレイにも用いられる。赤ん坊なので性的に興奮することを揶揄され言葉責めや屈辱的な晒し者にされることが多い。
日本ではフェチプレイなので、肉体的苦痛を与えることは少ない。日本以外の国ではSMプレイでスパンキングなど、お仕置きと称する肉体的苦痛が伴うことが多い。
日本ではごく稀なケースだが、欧米では長期間に亘る日常生活化したプレイが行われる場合もある。この場合、赤ちゃんは実際の家族として扶養される。
バリエーションとして、幼稚園児や小学生にするプレイもある。
米国公認会計士の午堂登紀雄は、要因として（1）強いストレス、（2）幼少時の愛情不足を挙げ、有能な人物ほど、エイジプレイを好む傾向があると分析している。
タレントで元プロ野球選手の長嶋一茂は銀座のクラブでのよしよしプレイを公言している。

## プレイの方向性
- 赤ちゃんは幼児語（喃語）しか話さない。
- 赤ちゃんは排泄、食事を我慢しない。排泄はおむつもしくはオマルにし、食事はミルクや離乳食を哺乳瓶やかわいらしい食器で与えられる。おむつやオマルでの排泄後は、四つん這いのままお尻を高く上げて突き出し拭いてもらう。
- 赤ちゃんは性的に興奮しない。した場合はお仕置きと称し、お尻叩きなどの別のプレイが行われる。
- 赤ちゃんには陰毛が生えていないはずなので、剃毛あるいは脱毛処理をされる。
- 赤ちゃんは手先が器用ではない。強制的なエイジプレイの場合は指なしのミトンをはめられ指先を使えないようにすることもある。
- 赤ちゃんは羞恥心が無く、はだかんぼうが大好きである。
  - 常に半裸でおむつとよだれかけ程度しか着ない。ボールギャグなどを使い、よだれが零れ落ちるように強制することもある。
  - 時には自分でおむつを剥がしてしまうこともある。
  - あんよが出来る少しお兄ちゃんお姉ちゃん設定の時、おむつをしない場合は、しゃがめばそのまま用を足せる股間が剥き出しな特製ズボンを穿いて過ごす。
  - おむつにもおまるにもしない場合、パパやママに抱っこされて排泄を行う。
  - 日本人が行う場合、蒙古斑を模したペイントなどをお尻などに行う場合がある。
- 赤ちゃんのおむつは、生活必需品であり拘束具であり、保護者による所有と支配の証である。
  - 女の子の場合、おむつは生理用品としても使われる。
  - 男の子の場合、萎えた状態でペニスをお尻の方に折り畳んでおむつを着ける。きつく当てることにより、おむつがそのまま男性器の責め具となる。
  - おむつが濡れていないかどうかをチェックするという口実で、おむつの中に手を差し込まれ性器をいじられる。
  - 他人が見ていても、おむつ交換させられる。
- 赤ちゃんは立って歩かずハイハイする。
  - ごっこ遊びの名目で、犬のお手・転がしたボールをハイハイで追う・犬や猫の鳴き真似など一時的かつ限定的なペットプレイに移行することもある。
  - 少しお兄ちゃんお姉ちゃん設定の場合あんよが許されるが、迷子にならないようにハーネス形状の迷子紐を着け、保護者に持ってもらう。
- 赤ちゃんは何でも口に入れる。
  - 授乳プレイと称して、ペニスを吸わせることもある。
  - おしゃべりを制限する意味でおしゃぶりを口に含ませることもある。
- 赤ちゃんは肛門で快感を覚える。
- 赤ちゃんは包茎である。男の赤ちゃんの場合、既に剥けている男性器包皮を引っ張り強制包茎化を行うこともある。
- プレイが日常生活の一部となるケースもある。（欧米などで見られ、日本ではほとんど見られない）
  - 赤ちゃんは社会的に認知される（赤ちゃんは極度な知的障碍者、パパとママはその後見人で介護者と言う形）。
  - 赤ちゃんは一番年下で、本物の幼児の妹や弟として扱われる。
  - 赤ちゃんは本物の幼児にお世話され、おむつを替えてもらったり、あやしてもらったり、頭をなでなでしてもらう。

### 赤ちゃんのしつけ
- おむつが必要になるよう逆トイレットトレーニングを施す。
  - 多量のスポーツドリンクを飲ませたりして、そのまま失禁させる。
  - 短時間に何度も排泄させ、訓練で頻尿状態にする。
- あんよは許さず、はいはいをさせる。
- 赤ちゃんは体が柔らかい
  - 自分の足をしゃぶったり出来るように、柔軟訓練を行う。
  - おむつ替えの名目でまんぐり返しやちんぐり反し。
- 目の前に出したものをなんでも口に入れる。手の指・足の指・パパのペニス・ママの乳首など、なんでもおしゃぶりする。
- アヌスで快感を覚えるように、アヌスに快い刺激を与える。

## 園児想定の場合
- 園児は語尾が～ちゅ、～しゅ、など舌足らずの発音を使う。
- 園児は、「おくつ」「ごほん」など園で使う言葉や、「ぶーぶー」（自動車）・「あんよ」（足）などの赤ちゃん言葉を使う。
- 園の制服として可愛い名札の付いたスモックにパンツ丸見えのスタイルを取る。
  - パンツは白ブリーフや子ども用のものを穿かせる。パンツに名前を書くこともある。
- 園児には陰毛が生えていないはずなので、剃毛あるいは脱毛処理をされる。
- 園児は多少の羞恥心を持つが、ちっちゃいからという理由で無視されることが多い。
  - パンツ姿やはだかんぼうで水遊びをする。濡れて透けるパンツで遊び、野外でお着替えをする。
  - 鉄棒や滑り台お砂場で、パンツ丸見えで遊ぶ。しかし、スカートめくりをされたら、恥ずかしがって泣いたりする。
- 園児はおんぶや抱っこが大好きである。パパやママの膝の上で甘える。
- 排泄はパパやママに告げてから行い、トイレに連れて行ってもらったり、おまるを用意してもらう。オムツを使用する場合もある。
  - 排泄にあたり、ズボンやパンツを脱いで下半身すっぽんぽんになる。自分で脱ぐこともあるが、パパやママに脱がせてもらう。
  - 両膝に手をやり、股間を広げる形で抱きかかえられて排泄をする。
  - 男の子の場合、パパやママにペニスをつまんでもらって立ちションをする。
- おねしょやおもらしに加え、オナニーもお仕置きの対象となる。
- 園児は保育園や幼稚園（と称する合同プレイの場）に通う。そこで先生（多くは別の園児のパパやママ）指導の下、おともだちと一緒に遊ぶ。おともだちは、同様のプレイヤーであったり、本物の幼児であったりする。後者の場合は、本物の幼児の方がお兄さんお姉さんとされることが多く、お兄さんお姉さんの主導の下での遊びをする。

## フィクションにおけるエイジプレイ
- 龍が如く2 - エイジプレイを行う風俗店を舞台としたサブストーリーがある[3]。
- 龍が如く7 光と闇の行方 - エイジプレイを行う風俗店を舞台としたサブストーリーがある[4]。
- やすらぎの館
- 民王 - TVドラマ版では官房長官の狩屋がエイジプレイを愛人にせがんでいたことが露見し、「おしゃぶり官房長官」のあだ名をつけられてバッシングを受ける描写がある。
- おいで、赤ちゃんにしてあげる - あやあやによる漫画作品。講談社・マンガアプリPalcy連載[5]。